# Pægl
Pægl war ein kleines dänisches Volumenmaß und kann mit Glas übersetzt werden.
- 1 Pægl = 241,5 Milliliter
- 4 Pægle = 1 Pott = 45,7 Pariser Kubikzoll = 0,966 Liter
- 1 Viertel = 8 Potter = 32 Pægle